# Grandes infamias en la historia de Andalucía
Grandes infamias en la historia de Andalucía es un ensayo histórico escrito por el periodista y escritor andaluz Rafael Sanmartín Ledesma, publicado en 2006. La obra analiza y denuncia la manipulación y el falseamiento de la historia de Andalucía en el contexto de la narrativa oficial española.

## Sinopsis
El libro sostiene que la historia oficial de España ha sido escrita con el propósito de justificar conquistas, genocidios y la creación de una identidad nacional basada en la eliminación de las raíces culturales e históricas de otros pueblos, particularmente Andalucía. Según el autor, estas manipulaciones han buscado minimizar la importancia histórica de Andalucía, presentándola como un apéndice de una supuesta unidad nacional española.
Sanmartín critica relatos históricos que considera fabricados, como la “invasión de los moros” o batallas emblemáticas como las de Covadonga o Clavijo, que el autor califica como eventos inventados. Asimismo, señala intentos de glorificación de figuras históricas como Isabel la Católica, cuyo legado, según el libro, debe ser evaluado con una visión crítica. A lo largo de la obra, el autor argumenta que la historia de Andalucía ha sido víctima de intereses políticos y de la omisión deliberada de su importancia como el pueblo más antiguo de la península ibérica.

## El autor
Rafael Sanmartín Ledesma (nacido en Andalucía) es periodista. Cursó estudios de Filosofía y Marketing, especializándose posteriormente en Historia. Ha desarrollado su carrera en prensa, radio y televisión. Entre los reconocimientos a su labor se incluyen el premio “Temas” de relato corto por El Puente (1988) y el premio “28-F” (2001) por la serie La Andalucía de la Transición, emitida por Canal Sur Televisión.
Entre su producción literaria destacan obras como El país que nunca existió (1997), El color del cristal (2001), una biografía de Blas Infante, La importancia de un hombre normal (2003), y Historia de Andalucía para jóvenes (2005).

## Recepción crítica
Grandes infamias en la historia de Andalucía ha sido valorado como una obra incisiva que invita a reflexionar sobre la construcción de la identidad histórica y los intereses políticos detrás de las narrativas oficiales. La propuesta de Sanmartín ha generado debates en torno a la necesidad de reexaminar la historia andaluza desde una perspectiva más crítica e inclusiva.